# فالكونارا ألبانيز
فالكونارا ألبانيز هي بلدة وكومونا في اربيريشي وايضاً في مقاطعة كزنسة في منطقة فلورية في جنوب إيطاليا . فهي موطن لأقلية اربيريش .